# 10e législature de la Saskatchewan
La 10e législature de la Saskatchewan est élue lors des élections générales de juin 1944. L'Assemblée siège du 19 octobre 1944 au 19 mai 1948. Le Co-operative Commonwealth Federation (CCF) est au pouvoir avec Tommy Douglas à titre de premier ministre.
Le rôle de chef de l'opposition officielle est assumé par William John Patterson du parti libéral.
Tom Johnston (en) sert comme président de l'Assemblée durant la législature.

## Membres du parlement
Les membres du parlement suivants sont élus à la suite de l'élection de 1944 :
|                                                           | Circonscription électorale                                | Membre                          | Parti                         |
| --------------------------------------------------------- | --------------------------------------------------------- | ------------------------------- | ----------------------------- |
|                                                           | Arm River                                                 | Gustaf Herman Danielson         | Libéral                       |
|                                                           | Athabasca                                                 | Louis Marcien Marion            | Libéral                       |
|                                                           | Bengough                                                  | Allan Lister Samuel Brown       | CCF                           |
|                                                           | Biggar                                                    | Woodrow Stanley Lloyd           | CCF                           |
|                                                           | Cannington                                                | William John Patterson          | Libéral                       |
|                                                           | Canora                                                    | Myron Henry Feeley              | CCF                           |
|                                                           | Cumberland                                                | Leslie Walter Lee               | CCF                           |
|                                                           | Cut Knife                                                 | Isidore Charles Nollet          | CCF                           |
|                                                           | Elrose                                                    | Maurice John Willis             | CCF                           |
|                                                           | Gravelbourg                                               | Henry Edmund Houze              | CCF                           |
|                                                           | Gull Lake                                                 | Alvin Cecil Murray              | CCF                           |
|                                                           | Hanley                                                    | James Smith Aitken              | CCF                           |
|                                                           | Humboldt                                                  | Ben Putnam                      | CCF                           |
|                                                           | Kelvington                                                | Peter Anton Howe                | CCF                           |
|                                                           | Kerrobert-Kindersley                                      | John Wellbelove                 | CCF                           |
|                                                           | Kinistino                                                 | William James Boyle             | CCF                           |
|                                                           | Last Mountain                                             | Jacob Benson                    | CCF                           |
|                                                           | Lumsden                                                   | William Sancho Thair            | CCF                           |
|                                                           | Maple Creek                                               | Beatrice Janet Trew             | CCF                           |
|                                                           | Meadow Lake                                               | Herschel Lee Howell             | CCF                           |
|                                                           | Melfort                                                   | Oakland Woods Valleau           | CCF                           |
|                                                           | Melville                                                  | William James Arthurs           | CCF                           |
|                                                           | Milestone                                                 | Frank Keem Malcolm              | CCF                           |
|                                                           | Moose Jaw City                                            | John Wesley Corman              | CCF                           |
|                                                           | Moose Jaw City                                            | Dempster Henry Ratcliffe Heming | CCF                           |
|                                                           | Moosomin                                                  | Arthur Thomas Procter           | Libéral                       |
|                                                           | Morse                                                     | Sidney Merlin Spidell           | CCF                           |
|                                                           | Notukeu-Willow Bunch                                      | Niles Leonard Buchanan          | CCF                           |
|                                                           | Pelly                                                     | Dan Daniels                     | CCF                           |
|                                                           | Prince Albert                                             | Lachlan Fraser McIntosh         | CCF                           |
|                                                           | Qu'Appelle-Wolseley                                       | Warden Burgess                  | CCF                           |
|                                                           | Redberry                                                  | Dmytro Matthew Lazorko          | CCF                           |
|                                                           | Regina City                                               | Charles Cromwell Williams       | CCF                           |
|                                                           | Regina City                                               | Clarence Melvin Fines           | CCF                           |
|                                                           | Rosetown                                                  | John Taylor Douglas             | CCF                           |
|                                                           | Rosthern                                                  | Peter J. Hooge                  | Libéral                       |
|                                                           | Saltcoats                                                 | Joseph Lee Phelps               | CCF                           |
|                                                           | Saskatoon City                                            | John Henry Sturdy               | CCF                           |
|                                                           | Saskatoon City                                            | Arthur Thomas Stone             | CCF                           |
|                                                           | Shellbrook                                                | Albert Victor Sterling          | CCF                           |
|                                                           | Souris-Estevan                                            | Charles David Cuming            | CCF                           |
|                                                           | Swift Current                                             | Harry Gibbs                     | CCF                           |
|                                                           | The Battlefords                                           | Alexander Duff Connon           | CCF                           |
|                                                           | Tisdale                                                   | John Hewgill Brockelbank        | CCF                           |
|                                                           | Torch River                                               | John Bruce Harris               | CCF                           |
|                                                           | Touchwood                                                 | Tom Johnston                    | CCF                           |
|                                                           | Turtleford                                                | Bob Wooff                       | CCF                           |
|                                                           | Wadena                                                    | George Hara Williams            | CCF                           |
|                                                           | Watrous                                                   | James Andrew Darling            | CCF                           |
|                                                           | Weyburn                                                   | Thomas Clement Douglas          | CCF                           |
|                                                           | Wilkie                                                    | Hans Ove Hansen                 | CCF                           |
|                                                           | Yorkton                                                   | Arthur Percy Swallow            | CCF                           |
| Voteurs en service actif                                  |                                                           |                                 |                               |
| Area No. 1 (Grande-Bretagne)                              | Area No. 1 (Grande-Bretagne)                              | LAC Delmar Storey Valleau       | LAC Delmar Storey Valleau     |
| Area No. 2 (Mer Méditerranée)                             | Area No. 2 (Mer Méditerranée)                             | Lt. Col. Alan Williams Embury   | Lt. Col. Alan Williams Embury |
| Area No. 3 (Canada outre-mer de Saskatchewan/Terre-Neuve) | Area No. 3 (Canada outre-mer de Saskatchewan/Terre-Neuve) | Major Malcolm James Dobie       | Major Malcolm James Dobie     |

Notes:

## Représentation
| Parti                    | Parti                    | Membres |
|                          | CCF                      | 47      |
|                          | Libéral                  | 5       |
|                          | Voteurs en service actif | 3       |
| Total                    | Total                    | 55      |
| Gouvernement majoritaire | Gouvernement majoritaire | 42      |

Notes: 

## Élections partielles
Des élections partielles peuvent être tenues pour remplacer un membre pour diverses raisons:
| Circonscription | Député élu                | Parti | Date de scrutin  | Motif                                           |
| --------------- | ------------------------- | ----- | ---------------- | ----------------------------------------------- |
| Shellbrook      | Guy Franklin Van Eaton    | CCF   | 29 juin 1945     | AV Sterling meurt en 1944                       |
| Wadena          | Frederick Arthur Dewhurst | CCF   | 21 novembre 1945 | GH Williams démissionne en raison de la maladie |
| Morse           | James William Gibson      | CCF   | 27 juin 1946     | SM Spidell démissionne                          |

Notes:
1. ↑  Scrutin du 17 au 30 octobre 1944